# Episodi de La signora in giallo (terza stagione)
La terza stagione della serie televisiva La signora in giallo, composta da 22 episodi, è stata trasmessa per la prima volta negli Stati Uniti sul canale CBS tra il 28 settembre 1986 e il 10 maggio 1987.
In Italia gli episodi sono stati trasmessi in disordine e in prima visione dal 6 novembre al 5 dicembre 1989 su Rai 1, eccetto l'episodio Realtà e fantasia - Parte 2 , trasmesso per la prima volta il 29 ottobre 2011 su Rete 4, e l'episodio La morte accetta scommesse, trasmesso per la prima volta il 20 novembre 1993 su Rai 1.
| nº | Titolo originale                  | Titolo italiano                     | Prima TV USA      | Prima TV Italia  |
| -- | --------------------------------- | ----------------------------------- | ----------------- | ---------------- |
| 1  | Death Stalks the Big Top (Part 1) | Lo gnomo d'argento (prima parte)    | 28 settembre 1986 | 6 novembre 1989  |
| 2  | Death Stalks the Big Top (Part 2) | Lo gnomo d'argento (seconda parte)  | 5 ottobre 1986    | 7 novembre 1989  |
| 3  | Unfinished Business               | Un conto da saldare                 | 12 ottobre 1986   | 14 novembre 1989 |
| 4  | One White Rose for Death          | Una rosa bianca per il morto        | 19 ottobre 1986   | 8 novembre 1989  |
| 5  | Corned Beef and Carnage           | Tocco da maestro                    | 2 novembre 1986   | 15 novembre 1989 |
| 6  | Dead Man's Gold                   | Il tesoro di Cabot Cove             | 9 novembre 1986   | 13 novembre 1989 |
| 7  | Deadline for Murder               | Delitto in prima pagina             | 16 novembre 1986  | 9 novembre 1989  |
| 8  | Magnum on Ice                     | Realtà e fantasia - Parte 2         | 23 novembre 1986  | 29 ottobre 2011  |
| 9  | Obituary for a Dead Anchor        | Necrologio per un vivo              | 7 dicembre 1986   | 16 novembre 1989 |
| 10 | Stage Struck                      | Il delitto è di scena               | 14 dicembre 1986  | 22 novembre 1989 |
| 11 | Night of the Headless Horseman    | Il cavaliere senza testa            | 4 gennaio 1987    | 27 novembre 1989 |
| 12 | The Corpse Flew First Class       | Il cadavere viaggia in prima classe | 18 gennaio 1987   | 5 dicembre 1989  |
| 13 | Crossed Up                        | Una telefonata misteriosa           | 1º febbraio 1987  | 28 novembre 1989 |
| 14 | Murder in a Minor Key             | Omicidio in chiave minore           | 8 febbraio 1987   | 29 novembre 1989 |
| 15 | The Bottom Line is Murder         | L'ora della verità                  | 15 febbraio 1987  | 20 novembre 1989 |
| 16 | Death Takes a Dive                | La morte accetta scommesse          | 22 febbraio 1987  | 20 novembre 1993 |
| 17 | Simon Says, Color Me Dead         | Il ritratto che uccide              | 1º marzo 1987     | 30 novembre 1989 |
| 18 | No Laughing Murder                | C'è poco da ridere                  | 15 marzo 1987     | 21 novembre 1989 |
| 19 | No Accounting for Murder          | L'amico fantasma                    | 22 marzo 1987     | 24 novembre 1989 |
| 20 | The Cemetery Vote                 | Ambizione mortale                   | 5 aprile 1987     | 23 novembre 1989 |
| 21 | The Days Dwindle Down             | Dimenticare il passato              | 19 aprile 1987    | 1º dicembre 1989 |
| 22 | Murder, She Spoke                 | Omicidio al buio                    | 10 maggio 1987    | 17 novembre 1989 |

## Lo gnomo d'argento (prima parte)
- Titolo originale: Death Stalks the Big Top (Part 1)
- Diretto da: Seymour Robbie
- Scritto da: Paul Savage (sceneggiatura); Peter S. Fischer (soggetto)

### Trama
Jessica è in visita dalla nipote Carol, in procinto di sposarsi. Tra i doni di nozze ricevuti dalla ragazza viene ritrovato un piccolo gnomo d'argento, che Carol accoglie come un segnale: si convince infatti che lo gnomo sia un regalo del nonno Neil, dato per morto dieci anni prima, così chiede alla zia di far luce sulla vicenda. Le ricerche portano la signora Fletcher in un circo, dove un uomo di nome Carl somiglia molto al defunto cognato. Ma quando un inserviente viene ucciso, l'uomo finisce per essere il principale sospettato.
- Altri interpreti: Martin Balsam (Edgar Carmody), Jackie Cooper (Carl Schulman/Neil Fletcher), Alex Cord (Preston Bartholomew), Courteney Cox (Carol Bannister), Ronny Cox (Mayor Powers), Joey Cramer (Charlie McCallum), Laraine Day (Constance Fletcher), Greg Evigan (Brad Kaneally), Florence Henderson (Maria Morgana), Gregg Henry (sceriffo Lynn Childs), Charles Napier (Hank Sutter), Lee Purcell (Maylene Sutter), Mark Shera (Raymond Carmody), Pamela Susan Shoop (Katie McCallum), Barbara Stock (Daniella Morgana Carmody), Joe Dorsey (Harry Kingman), Susan Brown (Audrey Bannister)

## Lo gnomo d'argento (seconda parte)
- Titolo originale: Death Stalks the Big Top (Part 2)
- Diretto da: Seymour Robbie
- Scritto da: Paul Savage (sceneggiatura) e Peter S. Fischer (soggetto)

Oltre a cercare di scagionare Carl (alias il cognato Neil) Jessica dovrà anche scoprire chi è il sabotatore che causa diversi incidenti all'interno del circo. Un altro omicidio sembra complicare le cose, ma la scrittrice riuscirà a venire a capo della vicenda.
- Altri interpreti: Martin Balsam (Edgar Carmody), Jackie Cooper (Carl Schulman/Neil Fletcher), Alex Cord (Preston Bartholomew), Courteney Cox (Carol Bannister), Ronny Cox (Mayor Powers), Joey Cramer (Charlie McCallum), Laraine Day (Constance Fletcher), Greg Evigan (Brad Kaneally), Florence Henderson (Maria Morgana), Gregg Henry (sceriffo Lynn Childs), Charles Napier (Hank Sutter), Lee Purcell (Maylene Sutter), Mark Shera (Raymond Carmody), Pamela Susan Shoop (Katie McCallum), Barbara Stock (Daniella Morgana Carmody), Joe Dorsey (Harry Kingman), Susan Brown (Audrey Bannister)

## Un conto da saldare
- Titolo originale: Unfinished Business
- Diretto da: Walter Grauman
- Scritto da: Jackson Gillis

### Trama
Nonostante sia in pensione, il tenente Kale è assolutamente determinato a scoprire la verità riguardo a un vecchio caso in cui un collega perse la vita e per questa ragione convoca i sospettati nella vecchia locanda dove avvenne il delitto. Quando il dottor Hazlitt, coinvolto nella vicenda, scompare, Jessica si precipita alla locanda giusto in tempo per indagare sulla morte di un giovane cliente della struttura.
- Altri interpreti: Lloyd Bochner (Dr. Terence Mayhew), Tom Bosley (sceriffo Amos Tupper), J.D. Cannon (sceriffo McCoy), Don DeFore (Jake Sanford), Pat Hingle (detective Barney Kale), Hayley Mills (Cynthia Tate), Erin Moran (Maggie Roberts), William Windom (Dr. Seth Hazlitt), Erich Anderson (Gary Roberts)

## Una rosa bianca per il morto
- Titolo originale: One White Rose for Death
- Diretto da: Peter Crane
- Scritto da: Peter S. Fischer

### Trama
Jessica viene invitata al concerto di due fratelli musicisti originari della Germania dell'Est, Greta e Franz Mueller. Scoprirà presto che i due artisti hanno intenzione di chiedere asilo politico, e che sono sotto la protezione di una sua vecchia conoscenza, l'agente dei servizi segreti britannici Michael Hagarty.
- Altri interpreti: Jenny Agutter (Margo Claymore), Michael Anderson Jr. (Dr. Lynch), Tony Bonner (Henry Claymore), Eric Braeden (Col. Gerhardt Brunner), Len Cariou (Michael Hagarty), Bernard Fox (Andrew Wyckham), John Glover (Franz Mueller), Maria Mayenzet (Greta Mueller), Warwick Sims (Jack Kendall)

## Tocco da maestro
- Titolo originale: Corned Beef and Carnage
- Diretto da: John Llewellyn Moxey
- Scritto da: Robert E. Swanson

### Trama
Da qualche tempo Victoria Griffin lavora per l'agenzia pubblicitaria di Larry Kinkaid. L'attività però sta attraversando un momento delicato e Kinkaid è disposto a tutto pur di non perdere un importante cliente, tanto da chiedere a Victoria di sedurlo. La ragazza si oppone sdegnata e litiga col principale, che l'indomani viene ritrovato morto, rendendola la principale sospettata. Victoria tuttavia può contare sull'aiuto di sua zia Jessica Fletcher.
- Altri interpreti: Susan Anton (Christine Clifford), Warren Berlinger (Jim Ingram), Jeff Conaway (Howard Griffin), Genie Francis (Victoria Brandon Griffin), Peter Haskell (Leland Biddle), Richard Kline (Larry Kinkaid), Bill Macy (Myron Kinkaid), James Sloyan (Lt. Spoletti), David Ogden Stiers (Aubrey Thornton), Ken Swofford (Grover Barth), Marcia Wallace (Polly Barth)

## Il tesoro di Cabot Cove
- Titolo originale: Dead Man's Gold
- Diretto da: Seymour Robbie
- Scritto da: Robert van Scoyk

### Trama
A Cabot Cove arriva David Everett, vecchio amico di Jessica e cercatore di tesori. L'uomo sostiene che al largo delle coste della cittadina vi sia il relitto di un'antica nave carica d'oro e per recuperarlo si è portato dietro una squadra di giovani sommozzatori. In realtà David si è indebitato con dei personaggi poco raccomandabili, e quando una dei suoi soci viene assassinata la situazione sembra precipitare.
- Altri interpreti: Tom Bosley (sceriffo Amos Tupper), Grant Goodeve (Larry Gaynes), Robert Hogan (Dr. Wylie Graham), Wendy Kilbourne (Susan Ainsley), John Laughlin (Bill Ainsley), Sean McClory (Ross Barber), Julia Montgomery (Alexandra Bell), Leslie Nielsen (David Everett), J. Eddie Peck (Coby Russell), William Windom (Dr. Seth Hazlitt), Ian Ruskin (Gregory Small)

## Delitto in prima pagina
- Titolo originale: Deadline for Murder
- Diretto da: Seymour Robbie
- Scritto da: Tom Sawyer (sceneggiatura e soggetto), John Kennedy (soggetto) e Michael McGough (soggetto)

### Trama
Haskell Drake, amico di Jessica, lavora da anni come reporter per un giornale di Boston; il nuovo direttore Lamar Bennett, con cui Drake ha avuto degli attriti, lo ha licenziato in tronco e così Jessica tenta di perorare la causa dell'amico chiedendo al direttore di riassumerlo. Bennett, colpito da Jessica, la invita a una festa ma durante la serata muore, apparentemente vittima di un'emorragia cerebrale: non è difficile per la signora Fletcher convincersi che in realtà si tratta di un omicidio.
- Altri interpreti: Katherine Cannon (Eleanor Revere), Gretchen Corbett (Lt. A. Caruso), Harry Guardino (Haskell Drake), Tim O'Connor (Walter Revere), Ken Olin (Perry Revere), Peter Mark Richman (Lamar Bennett), Eugene Roche (Billy Simms), William Smith (Clyde Thorson), Glynn Turman (Stan Lassiter), Sydney Walsh (Kay Garrett), Tom Henschel (Dr. Framer), Morgan Jones (sergente Tierney), Mary Wickliff (infermiera Phillips)

## Realtà e fantasia - Parte 2
- Titolo originale: Magnum On Ice
- Diretto da: Peter Crane
- Scritto da: Robert E. Swanson

### Trama
Jessica è stata chiamata nelle Hawaii per aiutare una sua amica, Pamela Bates, sfuggita a un tentativo di omicidio. Nel corso delle indagini la donna si trova ad avere a che fare con l'investigatore Magnum, che non approva l'intromissione di una dilettante. Tuttavia, quando proprio Magnum viene accusato di aver sparato all'attentatore di Pamela, la signora Fletcher si offre di aiutarlo.
- Altri interpreti: Ramon Bieri (Cap. Frank Browning), Stephanie Faracy (Amy Salyer), Dorothy Loudon (Pamela Bates), Jared Martin (Arthur Houston), John McMartin (Jason Bryan), Andrew Prine (Victor Salyer), Jessica Walter (Joan Fulton), Tom Selleck (Thomas Magnum), John Hillerman (Jonathan Higgins), Kwan Hi Lim (Lt. Tanaka)

## Necrologio per un vivo
- Titolo originale: Obituary for a Dead Anchor
- Diretto da: Walter Grauman
- Scritto da: Robert van Scoyk e Bob Shayne (soggetto)

### Trama
A Cabot Cove giunge una troupe televisiva incaricata di intervistare Jessica Fletcher e confezionare un servizio su di lei, tuttavia l'incarico di intervistatore viene dato allo spietato Kevin Keats anziché alla misurata Paula Roman. Durante l'intervista, lo sceriffo Tupper comunica che c'è un sospetto che si aggira nei dintorni di Cabot Cove e Keats sostiene che questi sia un killer assoldato per ucciderlo. Quando Keats sale a bordo della barca che lo dovrà portare lontano dal Maine, il mezzo esplode sotto gli occhi dei presenti.
- Altri interpreti: Tom Bosley (sceriffo Amos Tupper), Abby Dalton (Judith Keats), Chad Everett (Kevin Keats), Robert Hogan (Dr. Wylie Graham), Robert Lipton (Richard Abbott), Kathleen Lloyd (Paula Roman), Richard Paul (Sam Booth), Robert Pine (Doug Helman), Rex Robbins (George Fish), Mark Stevens (Nick Brody), James Lemp (Gerald Foster)

## Il delitto è di scena
- Titolo originale: Stage Struck
- Diretto da: John Astin
- Scritto da: Philip Gerson

### Trama
Maggie Tarrow e Julian Lord, una coppia di attori molto famosi, invitano la loro vecchia amica Jessica Fletcher alla prima di uno spettacolo teatrale. Tuttavia, poco prima di entrare in scena, Maggie ha un mancamento dovuto a una lettera ricevuta e pertanto è impossibilitata a prendere parte allo spettacolo; la sua sostituta Barbara Bennington coglie l'occasione e porta a termine lo spettacolo con grande successo, per poi morire avvelenata subito dopo la prima. Le cose si mostrano molto più complesse quando viene fuori che una trentina d'anni prima Maggie ha partorito di nascosto e che probabilmente suo figlio è il giornalista T.J. Holt; inoltre Julian sventa un secondo avvelenamento, proprio ai danni di Maggie. Jessica è intenzionata a venire a capo della vicenda e collabora con il poliziotto Merton Drock, anch'egli attore nello spettacolo col ruolo del maggiordomo.
- Altri interpreti: Shea Farrell (Larry Matthews), Bob Hastings (Eddie Bender), Donny Most (T.J. Holt), Edward Mulhare (Julian Lord), Christopher Norris (Pru Mattson), Dan O'Herlihy (Alexander Preston), Eleanor Parker (Maggie Tarrow), John Pleshette (Nicky Saperstein), John Schuck (Merton P. Drock), Ann Turkel (Barbara Bennington)

## Il cavaliere senza testa
- Titolo originale: Night of the Headless Horseman
- Diretto da: Walter Grauman
- Scritto da: R. Barker Price

### Trama
Dorian Beecher è un giovanissimo aspirante scrittore che lavora come insegnante in un'accademia privata del Vermont: essendo innamorato di Sarah, la figlia del ricco proprietario della scuola, Dorian ha cercato di nobilitare la propria immagine raccontando a tutti di essere il figlio di Jessica Fletcher, in realtà sua mentore. Quando Dorian invita Jessica spiegandole la situazione, la donna decide di reggergli il gioco divertita. La scuola sembra subito un luogo abbastanza ostile al povero Dorian, che viene vessato dall'istruttore di equitazione Nate Findley: i due ragazzi litigano in un pub alla presenza di molti avventori e, uscito dal locale, Dorian vede cavalcare nelle campagne un uomo senza testa. L'indomani Nate viene ritrovato decapitato e le cose si complicano per il giovane scrittore.
- Altri interpreti: Thom Bray (Dorian Beecher), Karlene Crockett (Sarah Dupont), Judy Landers (Bobbie), Hope Lange (Charlotte Newcastle), Doug McClure (sceriffo Sam Rankin), Charles Siebert (Penn 'Doc' Walker), Guy Stockwell (Dorn Van Stotter), Fritz Weaver (Edwin Dupont), Barry Williams (Nate Findley), Brandon Douglas (Todd Carrier)

## Il cadavere viaggia in prima classe
- Titolo originale: The Corpse Flew First Class
- Diretto da: Walter Grauman
- Scritto da: Donald Ross

### Trama
Jessica deve recarsi a Londra per motivi di lavoro e per questo si imbarca su un volo di prima classe, a bordo del quale viaggia anche la famosa attrice Sonny Greer accompagnata dal suo bodyguard Leon Bigard. Nel bel mezzo della tratta però Leon viene avvelenato e la preziosissima collana di diamanti di Sonny sparisce, costringendo la signora Fletcher a collaborare con un altro passeggero, un ispettore di Scotland Yard intenzionato a risolvere il caso prima di giungere a destinazione.
- Altri interpreti: Mary Jo Catlett (Mrs. Metcalf), Robin Dearden (Kay Davis), Pat Harrington (Gunnar Globle), David Hemmings (Errol Pogson), Kate Mulgrew (Sonny Greer), Gene Nelson (Louis Metcalf), Andrew Parks (Fred Jenkins), John S. Ragin (Dr. Clint Strayhorn), Chris Robinson (Cap. Whetsel), James Shigeta (John Sukahara), Robert Walker Jr. (Otto Hardwick), Mark Venturini (Leon Bigard), Charles Hoyes (Carney), Lia Sargent (Elizabeth Welch), Vince Howard (Blanton)

## Una telefonata misteriosa
- Titolo originale: Crossed Up
- Diretto da: David Hemmings
- Scritto da: Steven Long Mitchell e Craig W. Van Sickle

### Trama
Jessica è bloccata a letto col mal di schiena e viene assistita dal nipote Grady e dagli amici Seth Hazlitt e Amos Tupper, che cercano in ogni modo di tenerla buona anche perché su Cabot Cove sta per abbattersi un uragano. Mentre è al telefono con una sua amica, Jessica viene accidentalmente messa in contatto con un'altra conversazione, nella quale due uomini ordiscono un omicidio. Così, quando l'anziano Jedediah Rogers, proprietario della segheria, viene trovato ucciso, la signora Fletcher cerca di smontare la convinzione di Amos che si tratti di una semplice rapina finita male.
- Altri interpreti: Tom Bosley (sceriffo Amos Tupper), Colleen Camp (Dody Rogers), Tony Dow (Gordon Rogers), Stephanie Dunnam (Leslie Cameron), Michael Horton (Grady Fletcher), James Carroll Jordan (Adam Rogers), Gisele MacKenzie (Mona), Sandy McPeak (Morgan Rogers), William Windom (Dr. Seth Hazlitt), Henry Brandon (Abel Gorcey)

## Omicidio in chiave minore
- Titolo originale: Murder in a Minor Key
- Diretto da: Nick Havinga
- Scritto da: Gerald K. Siegel e Peter S. Fischer

### Trama
Jessica rilegge la stesura del suo ultimo romanzo e i personaggi prendono vita davanti allo spettatore: la storia narra del giovane musicista Mike Prentiss, che scopre che il suo insegnante, il professor Stoneham, ha venduto un suo compito facendolo passare per una propria composizione. Introdottosi nell'ufficio di Stoneham per riprendersi gli spartiti, Mike scopre il cadavere del docente e viene fermato da una guardia: per tirarsi fuori dall'impiccio, Mike chiede aiuto a un suo amico avvocato, Chad Singer.
- Altri interpreti: René Auberjonois (Prof. Harry Papasian), Shaun Cassidy (Chad Singer), Paul Clemens (Michael Prentice), Herb Edelman (Max Hellinger), Karen Grassle (Christine Stoneham), George Grizzard (Prof. Tyler Stoneham), Tom Hallick (vice cancelliere Simon), Jennifer Holmes (Reagan Miller), Scott Jacoby (Danny Young), Dinah Manoff (Jenny Coopersmith), Alex Henteloff (Raymond Parnell)

## L'ora della verità
- Titolo originale: The Bottom Line is Murder
- Diretto da: Anthony Pullen Shaw
- Scritto da: Steven Long Mitchell e Craig W. Van Sickle

### Trama
Jessica è a Denver per presenziare a una trasmissione televisiva; il programma più popolare dell'emittente è "L'ora della verità", uno show di denuncia condotto dall'arrogante Kenneth Chambers e prodotto da Steve Honig, marito di Jayne, un'amica della signora Fletcher. I rapporti tra Chambers e i suoi colleghi non sono facili e così, quando l'uomo viene ucciso, Jessica cerca di andare a fondo per trovare il responsabile.
- Altri interpreti: Adrienne Barbeau (Lynette Bryant), Judith Chapman (Dr. Jayne Honig), Barry Corbin (Lt. Lou Flannigan), Pat Klous (Clare Henley), Robert F. Lyons (Steve Honig), Rod McCary (Kenneth Chambers), Joe Santos (Joe Rinaldi), Morgan Stevens (Robert Warren), George Takei (Bert Tanaka), Brian Matthews (Ryan Monroe)

## La morte accetta scommesse
- Titolo originale: Death Takes a Dive
- Diretto da: Seymour Robbie
- Scritto da: Peter S. Fischer

### Trama
Harry McGraw ha deciso di entrare nel giro della boxe come manager e sta seguendo il pugile Blaster Boyle: per farlo partecipare ad un incontro necessita di 5000 dollari, ma non disponendo di tale somma, Harry la chiede in prestito all'amica Jessica Fletcher. Dopo essersi fatto prestare il denaro, Harry contatta l'organizzatore dell'evento Wade Talmadge, che si mostra disposto a far partecipare Boyle all'incontro solo se andrà al tappeto. McGraw si rifiuta di cedere alla proposta e quando il giorno successivo Talmadge viene trovato morto, Harry è costretto nuovamente a chiedere una mano a Jessica.
- Altri interpreti: John Amos (Doc Penrose), Ernest Borgnine (Cosmo Ponzini), LeVar Burton (reporter Dave Robinson), Bradford Dillman (Dennis McConnell), Ray Girardin (Lt. Casey), Caren Kaye (Lois Ames), Michael McGrady (Sean Shaleen), Lynne Moody (Pam Collins), Jerry Orbach (Harry McGraw), Harold Sylvester (Blaster Boyle), Adam West (Wade Talmadge)

## Il ritratto che uccide
- Titolo originale: Simon Says, Color Me Dead
- Diretto da: Kevin G. Cremin
- Scritto da: Robert E. Swanson

### Trama
Irene Rutledge è una mamma single di Cabot Cove che versa in cattive condizioni economiche e non può permettersi l'acquisto di una bicicletta nuova per il figlio Tommy; Jessica quindi decide di offrire a Tommy la bici del suo defunto marito Frank come compenso per i suoi lavori di giardinaggio. Intanto il pittore Simon Thane, durante una cena tra amici a cui è presente anche Jessica, annuncia che lui e sua moglie Eleanor partiranno per una seconda luna di miele ma la mattina seguente viene trovato ucciso nel suo studio. Dell'omicidio viene accusata proprio Irene Rutledge ma Jessica non crede alla colpevolezza della donna e cerca di capire come mai dallo studio di Simon manchi la tela a cui stava lavorando.
- Altri interpreti: Diane Baker (Eleanor Thane), Tom Bosley (sceriffo Amos Tupper), Foster Brooks (Simon Thane), Ann Dusenberry (Carol Selby), Leonard Frey (Felix Casslaw), Tess Harper (Irene Rutledge), Steve Inwood (Cash Logan), Dick Sargent (George Selby), William Windom (Dr. Seth Hazlitt), Chris Hebert (Tommy Rutledge), Phillip Clark (deputato Collins)

## C'è poco da ridere
- Titolo originale: No Laughing Murder
- Diretto da: Walter Grauman
- Scritto da: Tom Sawyer

### Trama
Un tempo Mack e Murray erano una coppia comica molto popolare, ma poi per via di alcuni dissapori il duo si sciolse e loro presero strade differenti. Ora però i loro rispettivi figli si sono innamorati e stanno organizzando le loro nozze, motivo per cui i due padri devono ristabilire un rapporto civile. Durante la cena di fidanzamento dei due giovani, a cui è presente anche la signora Fletcher, Mack e Murray non riescono a fare a meno di battibeccare e subito dopo Murray viene accoltellato alla schiena senza riuscire a vedere il volto del suo aggressore. Per giunta, subito dopo il loro ex agente Phil Rinker viene ritrovato morto, apparentemente suicida. Jessica vuole vederci chiaro e per questo motivo collabora con il giovane e impacciato Wylie Ledbetter, che sostituisce il commissario di polizia ammalato.
- Altri interpreti: George Clooney (Kip Howard), Pat Crowley (Trudy Howard), George Furth (Farley Pressman), Buddy Hackett (Murray Gruen), Arte Johnson (Phil Rinker), David Knell (Wylie Ledbetter), Steve Lawrence (Mack Howard), Sheree North (Norma Lewis), Beth Windsor (Corrie Gruen), Pat Delaney (Mrs. Kline), Alice Nunn (Henrietta), Richardson Morse (Dr. Worth)

## L'amico fantasma
- Titolo originale: No Accounting for Murder
- Diretto da: Peter Crane
- Scritto da: Gerald K. Siegel

### Trama
Grady ha trovato lavoro come commercialista presso una società di investimenti di New York e sua zia Jessica si è recata a fargli visita. A Grady piace molto il suo impiego e anche i suoi datori di lavoro sono convinti di aver fatto bene ad assumerlo, ma nello studio c'è un'atmosfera poco chiara: da qualche tempo infatti gira voce che un fantasma si aggiri per gli uffici e inoltre la società è sotto osservazione da parte di un ispettore dell'agenzia delle entrate. Quando Ralph Whitman, uno dei datori di lavoro di Grady, viene ritrovato ucciso alla sua scrivania, Jessica offre la sua collaborazione all'incaricato delle indagini, il tenente Timothy Hanratty.
- Altri interpreti: Michael Horton (Grady Fletcher), Dorothy Lamour (Mrs. Ellis), Geoffrey Lewis (Lester Grimshaw), Barney Martin (NYPD Lt. Timothy Hanratty), Ron Masak (Marty Giles), Patty McCormack (Lana Whitman), Tom McFadden (Harry Caldwell), James Noble (Paul Carlisle), Michael Tolan (Ralph Whitman), Kate Vernon (Connie Norton)

## Ambizione mortale
- Titolo originale: The Cemetery Vote
- Diretto da: Seymour Robbie
- Scritto da: Robert van Scoyk

### Trama
Jim Stevens, sindaco di una cittadina dell'Idaho, muore in un incidente stradale. La vedova di Jim, Linda, crede alla versione dell'incidente mentre suo suocero Harry sostiene che il figlio sia stato ucciso. Quando Jessica si reca in visita dalla sua amica Linda per sostenerla nel suo lutto, comincia a credere alle parole di Harry ma nota che lo sceriffo Yates cerca in ogni modo di ostacolare le indagini dell'uomo, anche perché è candidato per succedere a Jim nella carica di sindaco. Il principale avversario di Yates è Wayne Beeler, vicesceriffo e vecchio amico di Jim ma Harry continua a denunciare la loro corruzione, anche perché hanno permesso a Kate Gunnerson di aprire un casinò illegale in paese. Poco dopo il vecchio Harry viene ucciso e abbandonato al bordo di una strada, così Jessica decide di vederci chiaro.
- Altri interpreti: Ellen Bry (Linda Stevens), Joseph Campanella (George McDaniels), Bruce Davison (David Carroll), Ed Lauter (sceriffo Orville Yates), John McLiam (Harry Stevens), Mitchell Ryan (Cap. Ernest Lenko), Charlene Tilton (Cindy March), Marie Windsor (Kate Gunnerson), Jeff Yagher (deputato Wayne Beeler), Dick Balduzzi (Gil Stokes), Katherine De Hetre (Rita)

## Dimenticare il passato
- Titolo originale: The Days Dwindle Down
- Diretto da: Michael Lynch
- Scritto da: Philip Gerson

### Trama
Ospite di un hotel di Los Angeles, la signora Fletcher viene avvicinata da un'anziana signora, Georgia Wilson, che le chiede aiuto per risolvere un vecchio caso: il marito di Georgia, Sam, ha trascorso gli ultimi trent'anni in prigione con l'accusa di aver assassinato il suo datore di lavoro Richard Jarvis; in realtà Jarvis aveva offerto del denaro a Sam se avesse fatto sembrare il suo suicidio un omicidio, in modo che la sua vedova Edna incassasse i soldi dell'assicurazione, ma Sam aveva rifiutato. Incuriosita dalla vicenda, Jessica decide di aiutare i Wilson e cerca di abbattere la diffidenza del figlio di Jarvis, ora divenuto poliziotto.
- Altri interpreti: Richard Beymer (Sydney Jarvis), June Havoc (Thelma Vantay), Art Hindle (Rod Wilson), Jeffrey Lynn (Sam Wilson), Harry Morgan (Lt. Richard Webb), Martha Scott (Georgia Wilson), Susan Strasberg (Dorothy Hearn Davis), Debbie Zipp (Terry), Tom Dreesen (Peabody), Gloria Stuart (Edna Jarvis), Russ Marin (Lt. Sharp)

- L'episodio include numerosi filmati tratti dalla pellicola cinematografica in bianco e nero Strange Bargain (1949) con protagonisti Martha Scott, Jeffrey Lynn e Harry Morgan. Nell'episodio i tre attori compaiono interpretando gli stessi personaggi del film a quasi quarant'anni di distanza. L'attrice Katherine Emery, interprete nel film della parte di Edna Jarvis e morta nel 1980, è sostituita da Gloria Stuart.

## Omicidio al buio
- Titolo originale: Murder, She Spoke
- Diretto da: Anthony Pullen Shaw
- Scritto da: Si Rose

### Trama
Jessica si trova in uno studio di registrazione per incidere su audiocassette un suo libro, al fine di poterlo distribuire anche ai ciechi. Durante una delle registrazioni improvvisamente va via la luce e, quando viene ripristinata, il direttore dello studio Randy Withworth viene ritrovato accoltellato. Il tenente incaricato delle indagini si convince che il colpevole può essere Greg Dalton, un dipendente che può muoversi con disinvoltura nel buio, avendo perso la vista in un incidente qualche tempo prima, ma Jessica non crede nella sua colpevolezza.
- Altri interpreti: William Atherton (Greg Dalton), G.W. Bailey (Lt. Faraday), Michael Callan (Carl Anglin), Michael Cole (Earl Tuchman), Charlie Daniels (Stoney Carmichael), Jonna Lee (Sally Ann Carmichael), Fredric Lehne (Al Parker), Wendy Phillips (Nancy Dalton), Constance Towers (Margaret Witworth), Patrick Wayne (Randy Witworth)